# Plicibeyrichia
Plicibeyrichia is een geslacht van uitgestorven kreeftachtigen uit de klasse van de Ostracoda (mosselkreeftjes).

## Soorten
- Plicibeyrichia calcarispinosa Sarv, 1968 †
- Plicibeyrichia numerosa Sarv, 1968 †
- Plicibeyrichia ornatissima Martinsson, 1962 †